# Il corvo (Gozzi)
Il corvo è una fiaba teatrale, di genere tragicomico, di cinque atti in versi liberi, pubblicata dal conte veneziano Carlo Gozzi nel 1762. Fu presentata all'apertura della stagione teatrale dell'anno precedente, prima a Milano poi a Venezia, riscuotendo un notevole successo come Gozzi stesso scriverà nella sua autobiografia Memorie inutili. Come la sua opera precedente, L'amore delle tre melarance, l'opera è ispirata ad un racconto de Lo cunto de li cunti del napoletano Giovan Battista Basile.

## Adattamenti
- L'autore danese Hans Christian Andersen ha adattato il Corvo per il teatro danese nel 1832, pubblicandone il testo col titolo Ravnen.[2]
- Dall'adattamento danese di Andersen, a sua volta il compositore J.P.E. Hartmann ne trasse un'opera (Ravnen, Op. 12) che venne rappresentata per la prima volta nell'ottobre del 1832.[3]